# 屋根付橋

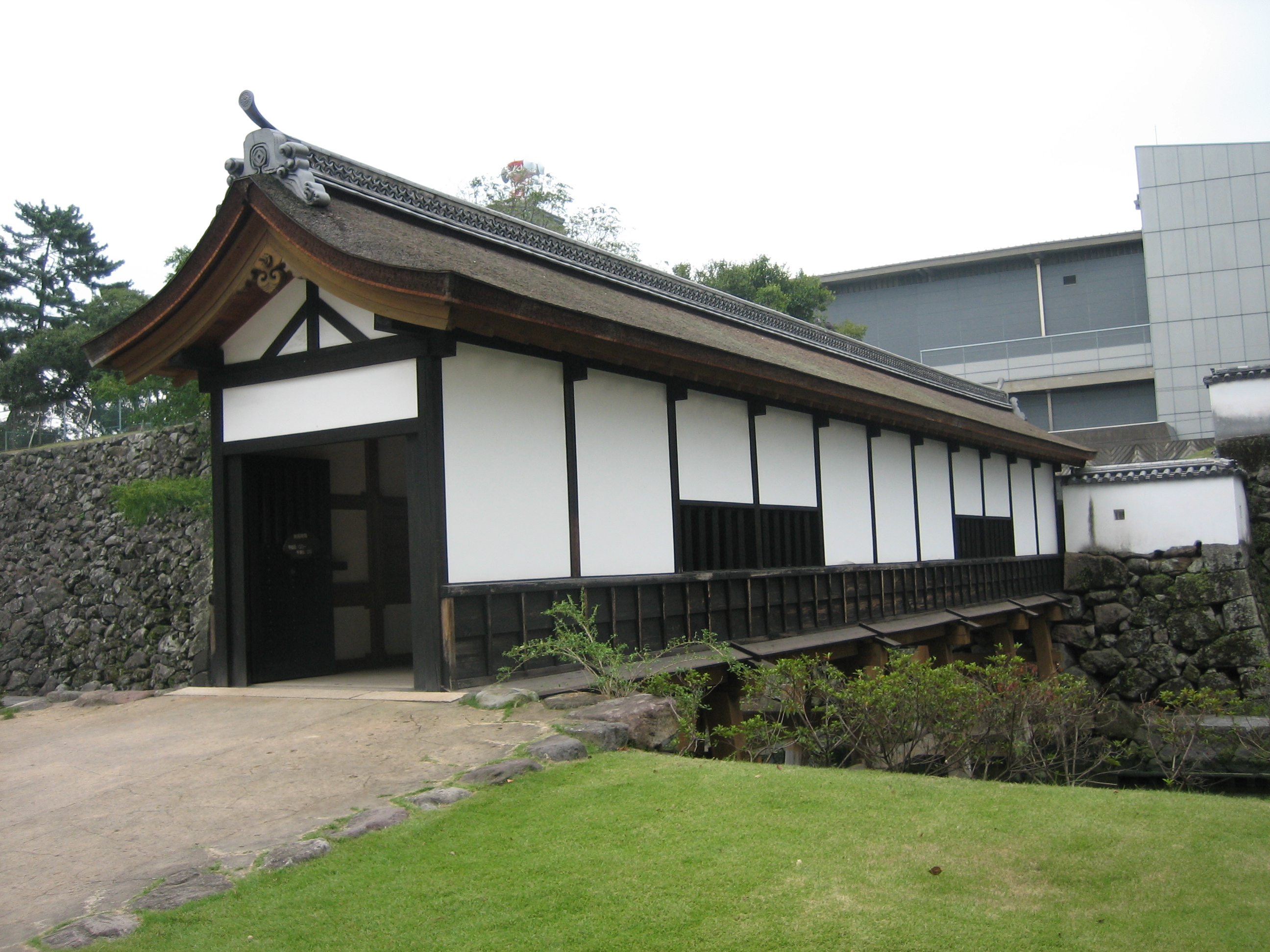
府内城の廊下橋（大分県）

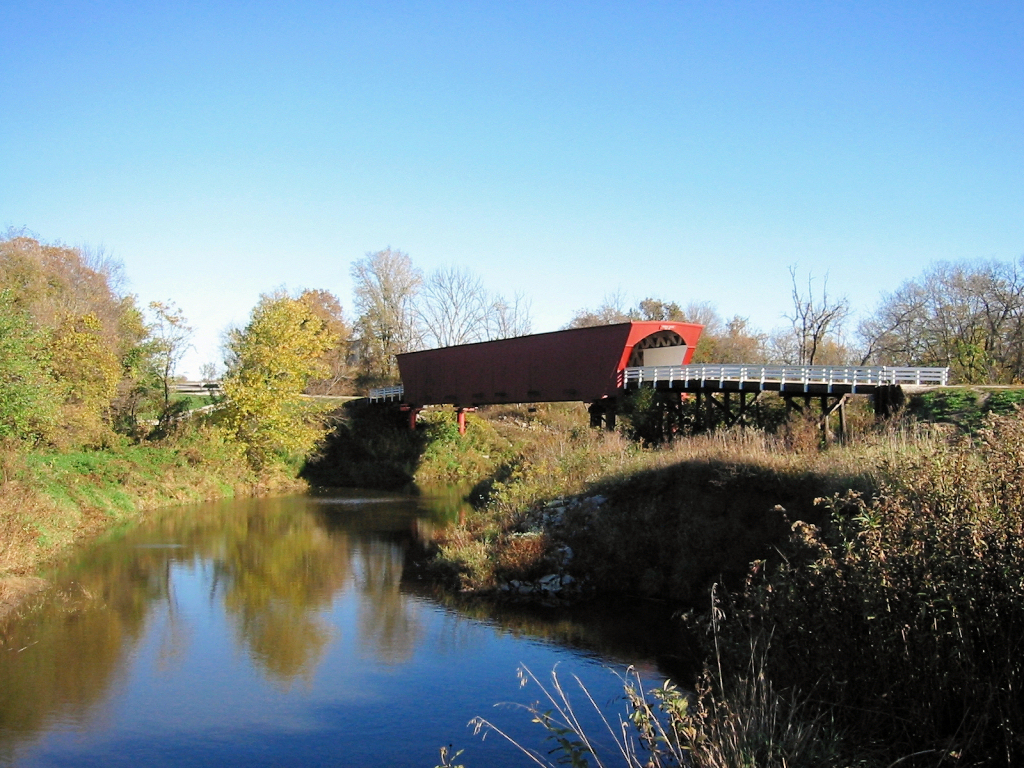
ローズマン・ブリッジは映画マディソン郡の橋の舞台となった。

屋根付橋（やねつきばし）は、屋根の付けられた橋のことである。橋の構造材の劣化速度を遅くする目的で覆いをかけたものや雨風を防ぐため、景観のためなどさまざまな理由から橋が覆いで囲まれている橋。世界的に広く存在し、あるいは「幌付き橋」、「廊下橋」、「鞘橋」、「有蓋橋」ともいう。

## 構造
初期の橋は主に木製であり、特に木材資源の豊富な場所では尚更であった。木製の橋は外周から芯に向かって短期間で傷み、環境にもよるが9年程度の寿命である。上部に屋根を設置することにより、橋の構造体として使用されていた木材の腐食を防ぐといったことが行われた。そのような屋根付橋の例としてはローズマン・ブリッジ (en:Roseman Covered Bridge)などが挙げられる。屋根を付けることによって橋の構成素材を保護した結果、寿命を80年以上に延ばせることもある。
屋根付橋はほとんどの場合トラス構造をしたトラス橋であり、単純構造のブラウン・トラスが選ばれることが多いが、その他のトラスも使われている。現在では鉄、コンクリート、その他の建材が利用出来るので、建材の保護の為と言うよりも、利用者の利便性のため、あるいはデザインの為に屋根付橋が建造されることが多い。

## 世界各地の屋根付橋

### アジア
- 来遠橋 - ベトナム、クアンナム省ホイアン。
- 程陽永済橋（中国語版）  - 中国、広西チワン族自治区三江トン族自治県。「風雨橋」と呼ばれるトン族の屋根付橋の一つ。
- 花橋（中国語版）  - 中国、広西チワン族自治区桂林市。
- 五亭橋（中国語版）  - 中国、江蘇省揚州市。
- 清華彩虹橋（中国語版）  - 中国、江西省婺源県。
- 渓東橋（中国語版）  - 中国、浙江省泰順県。
- 西津橋（中国語版）  - 中国、浙江省永康市。
- 千乗橋（中国語版）  - 中国、福建省屏南県。

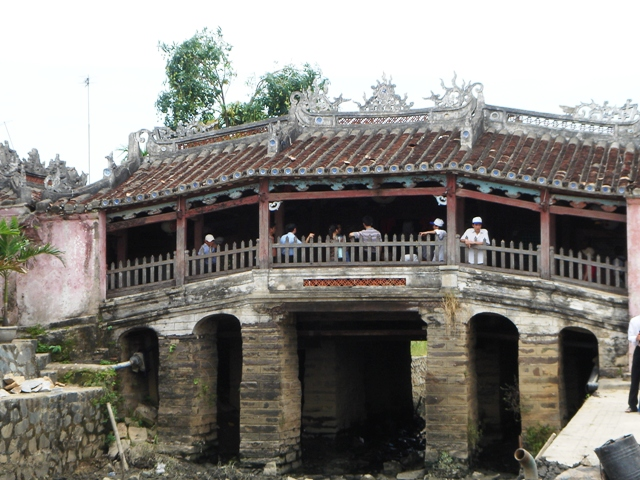
来遠橋
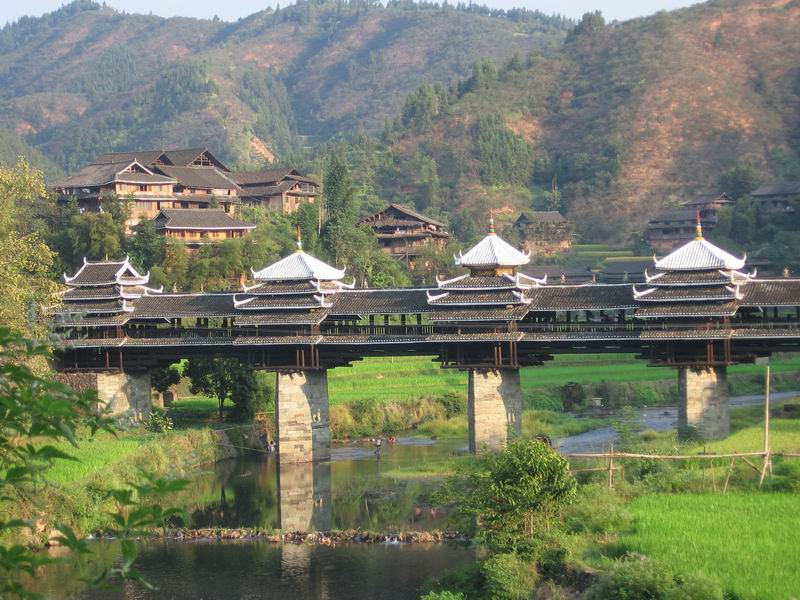
程陽永済橋。中国西南部の少数民族・トン族が築いた屋根付橋。
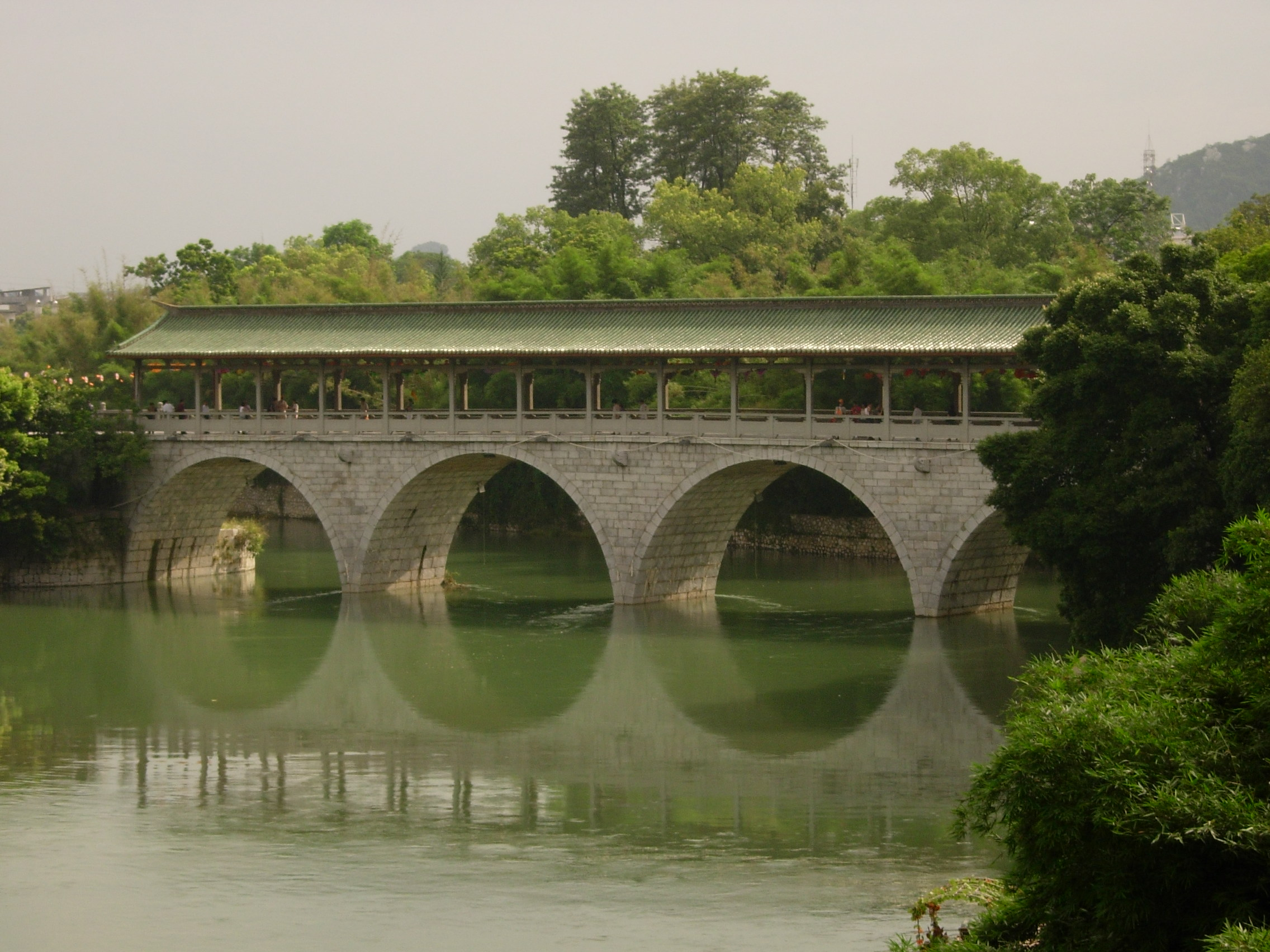
花橋
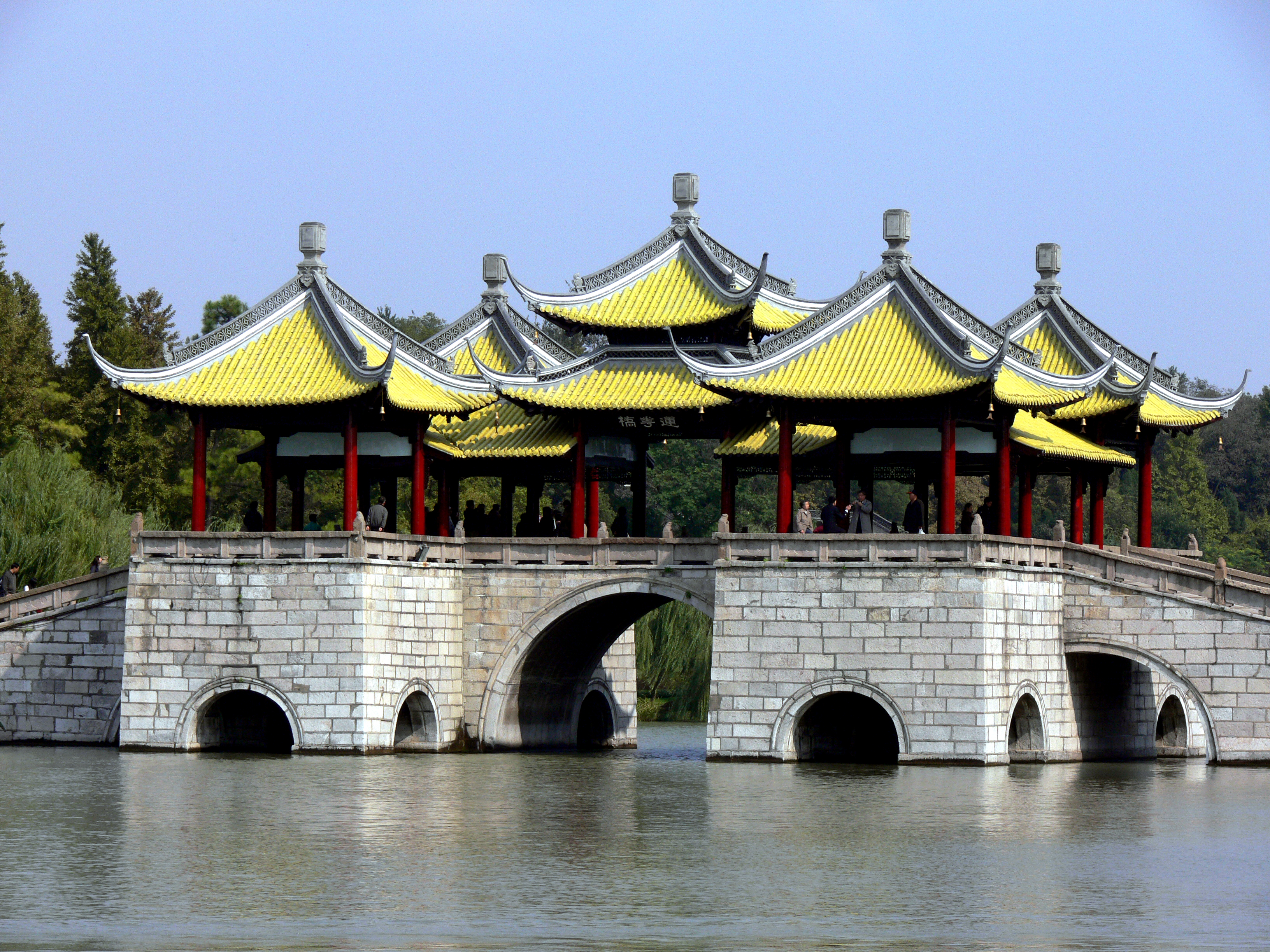
五亭橋
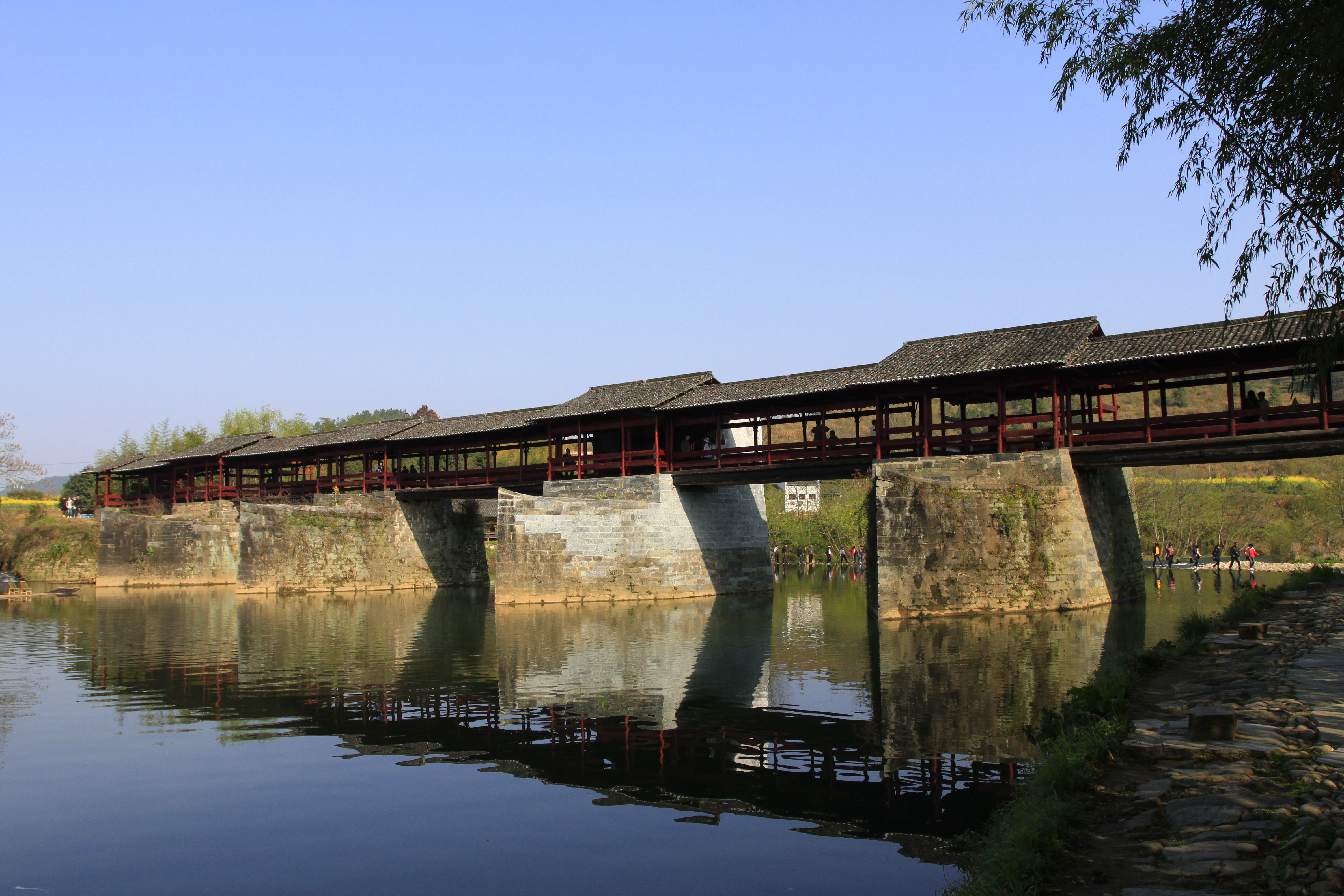
清華彩虹橋
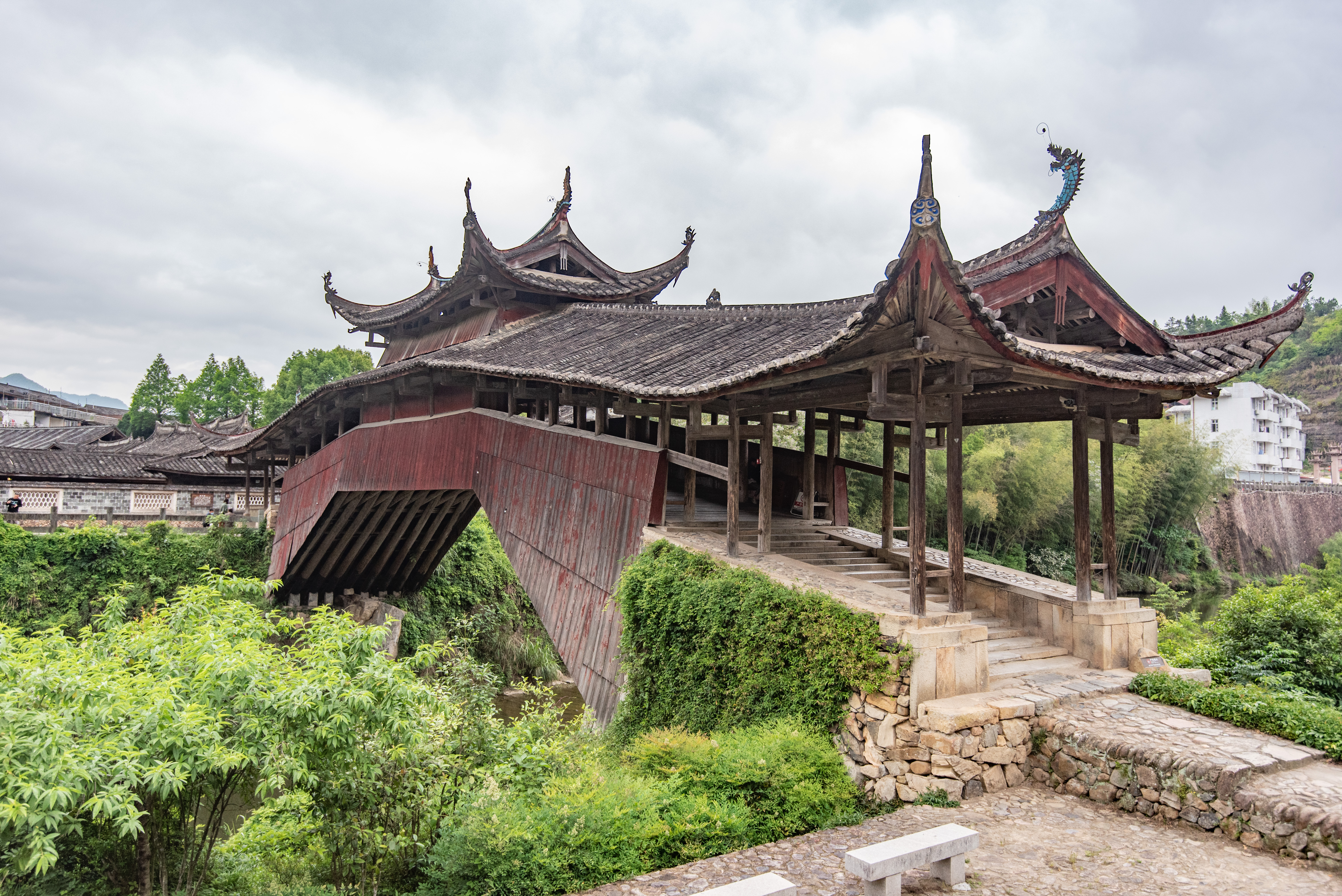
渓東橋
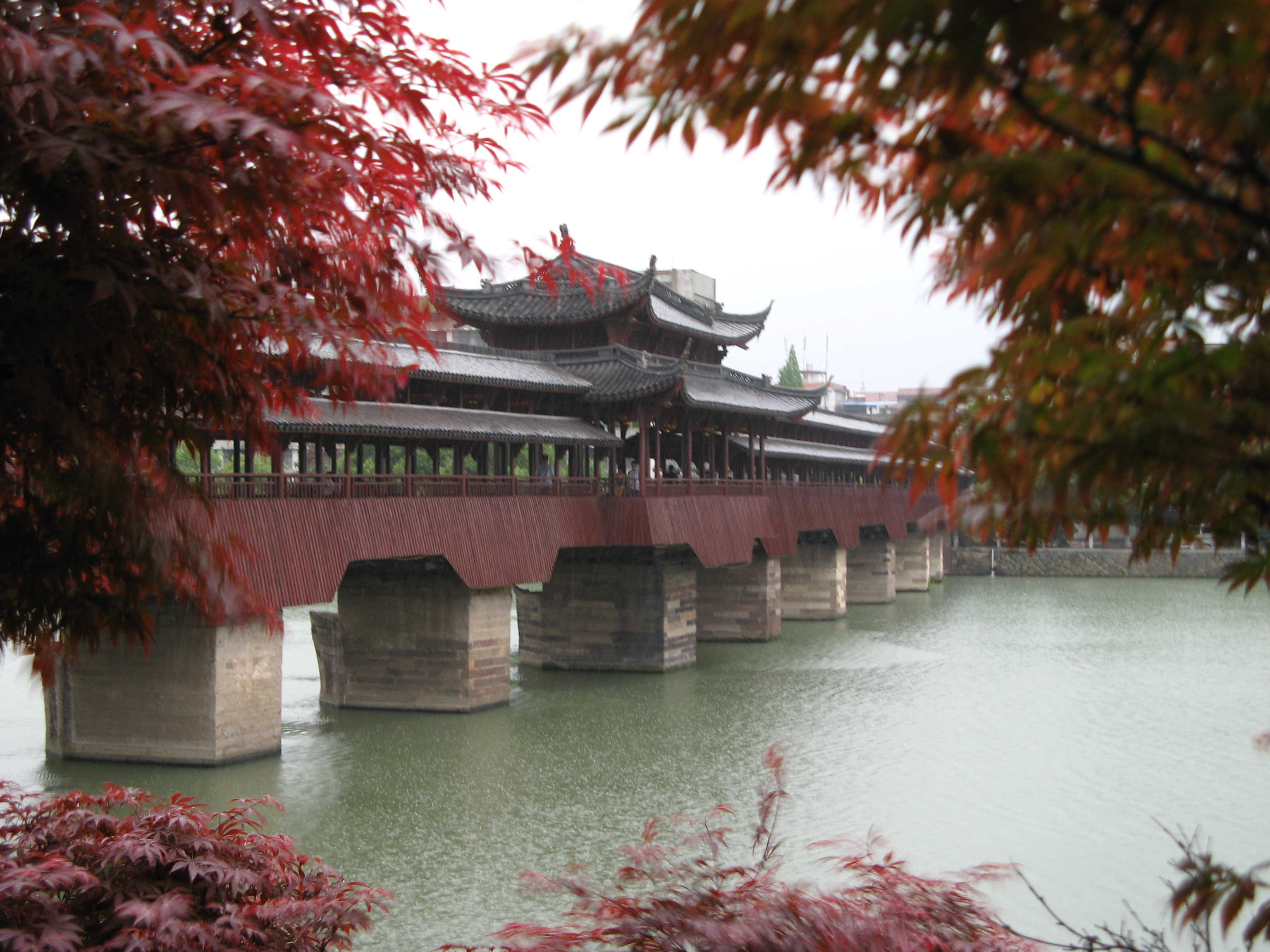
西津橋
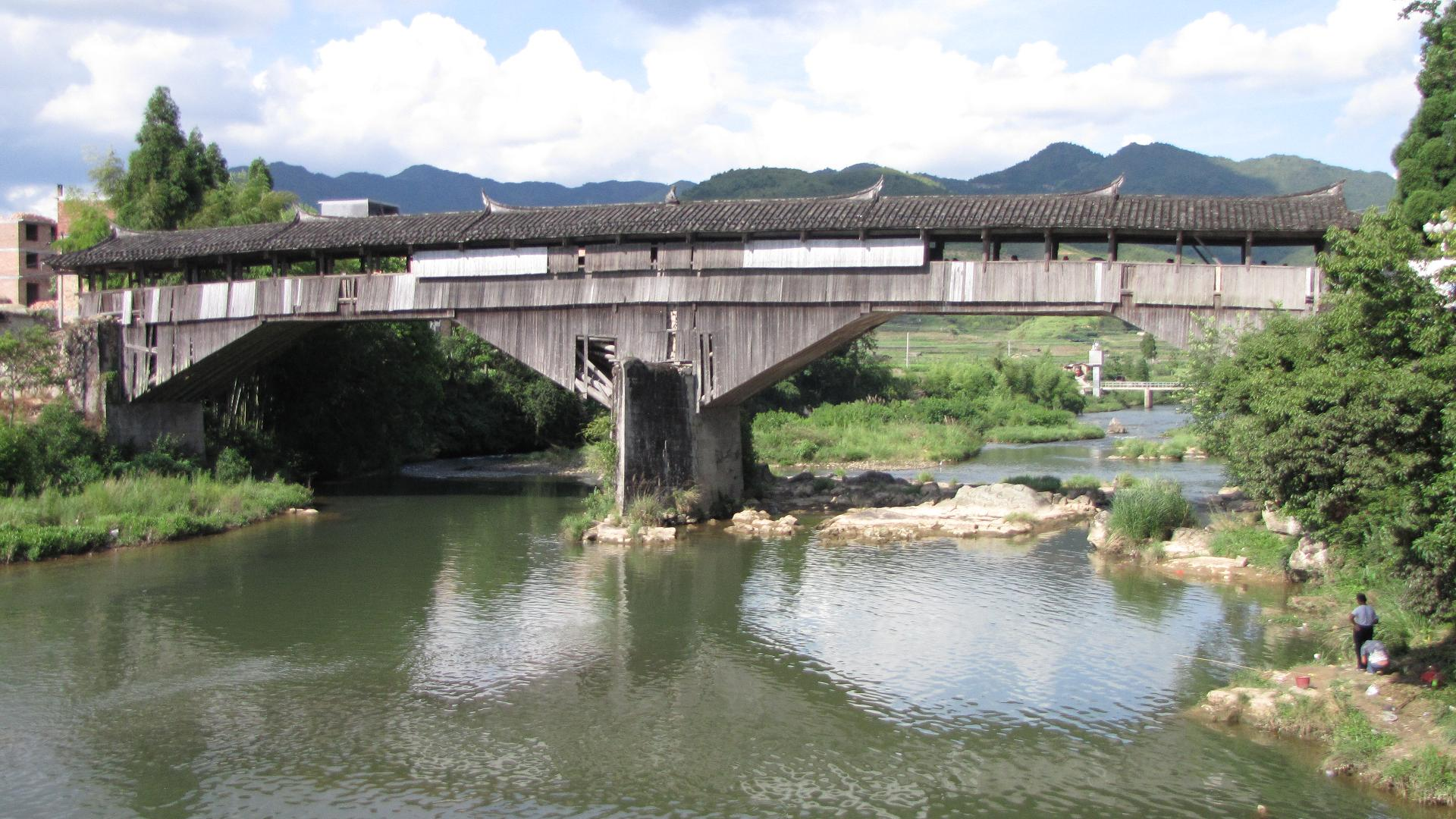
千乗橋

#### 日本

##### 日本書紀に残る記述
日本書紀には、612年に路子工が御所の庭に、欄干、屋根付きの唐風の橋（呉橋）を作ったという記録がある。

##### 愛媛県南部における屋根付橋

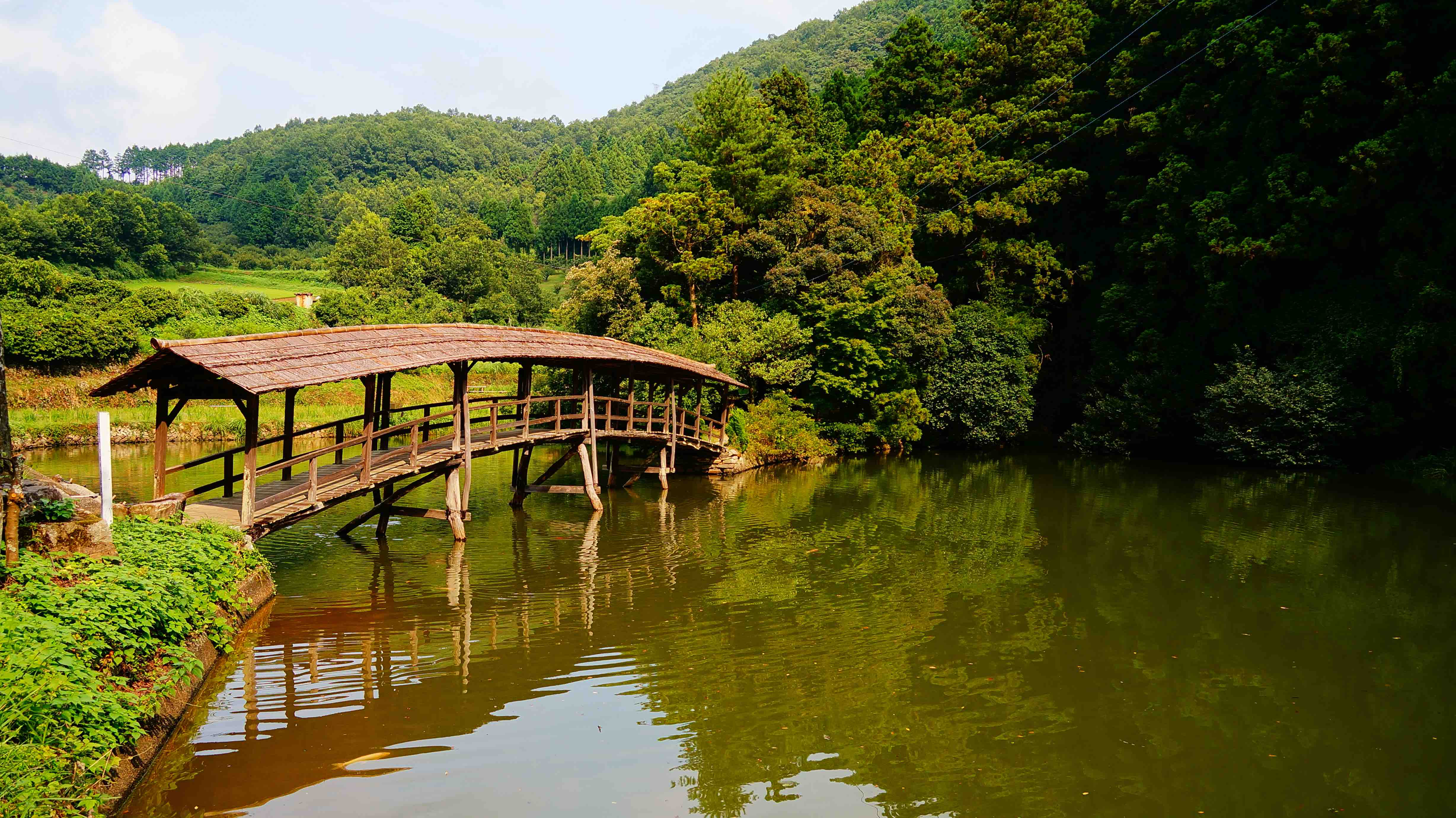
弓削神社の太鼓橋（内子町）

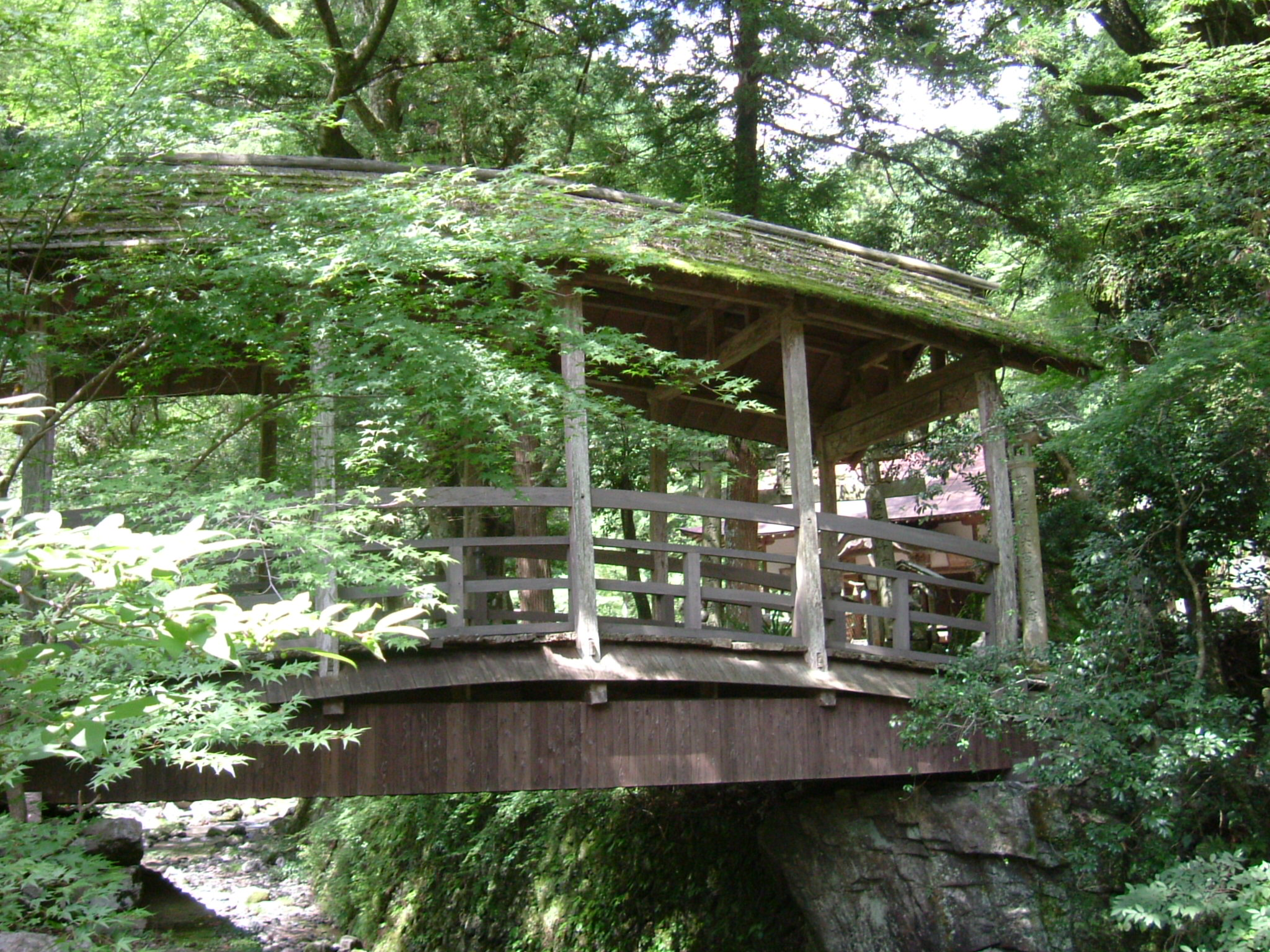
御幸の橋
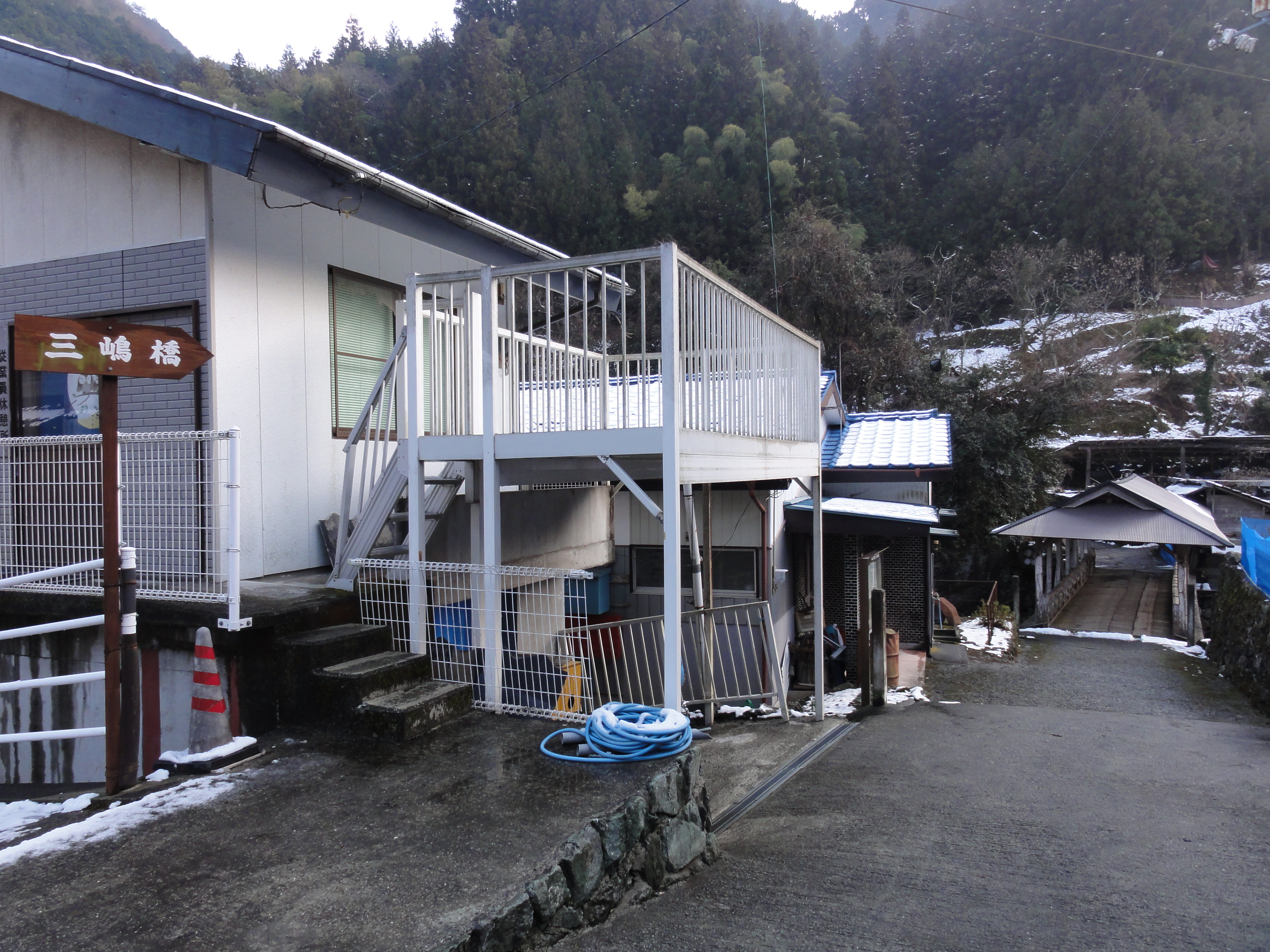
三嶋橋
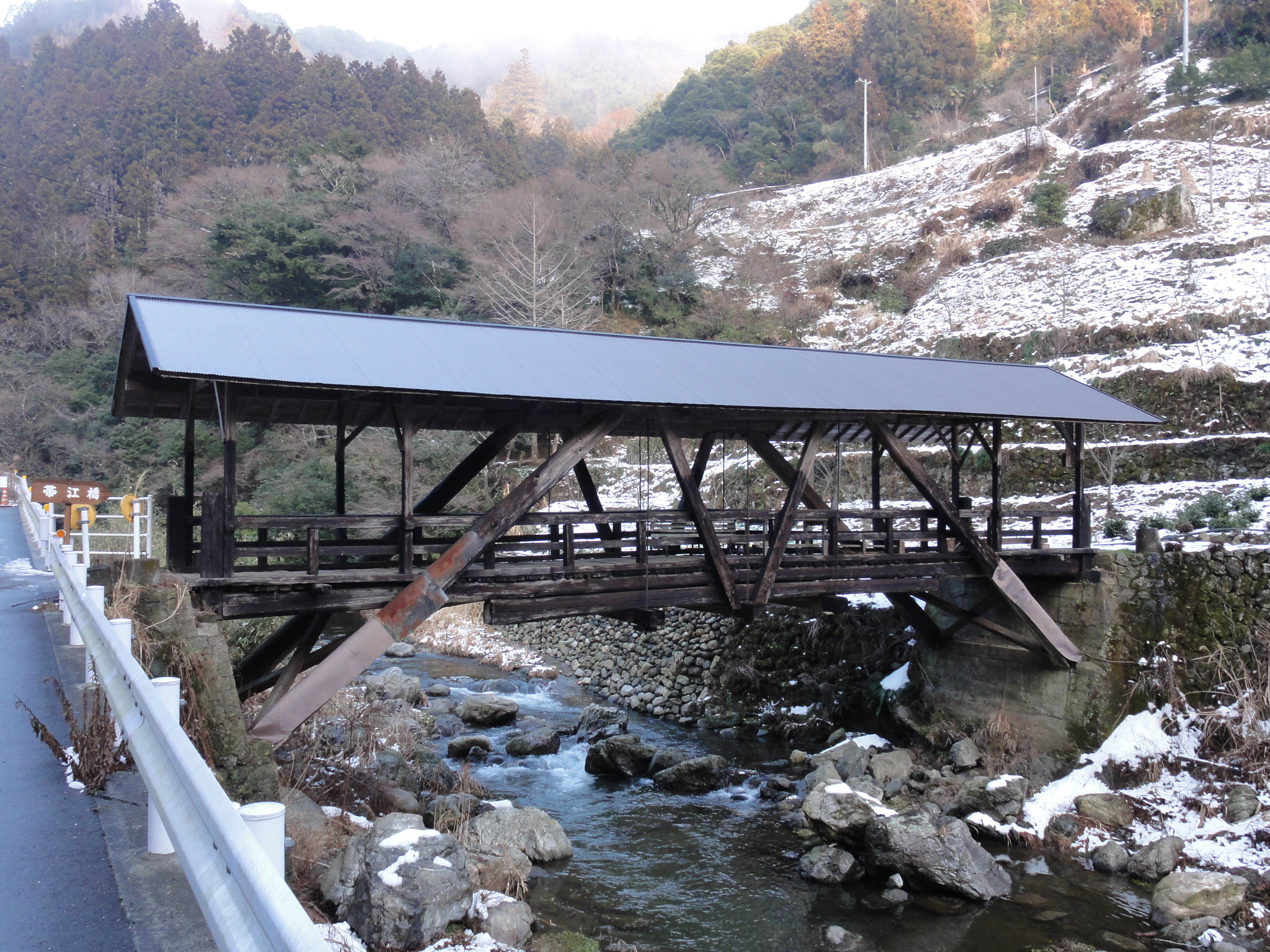
帯江橋
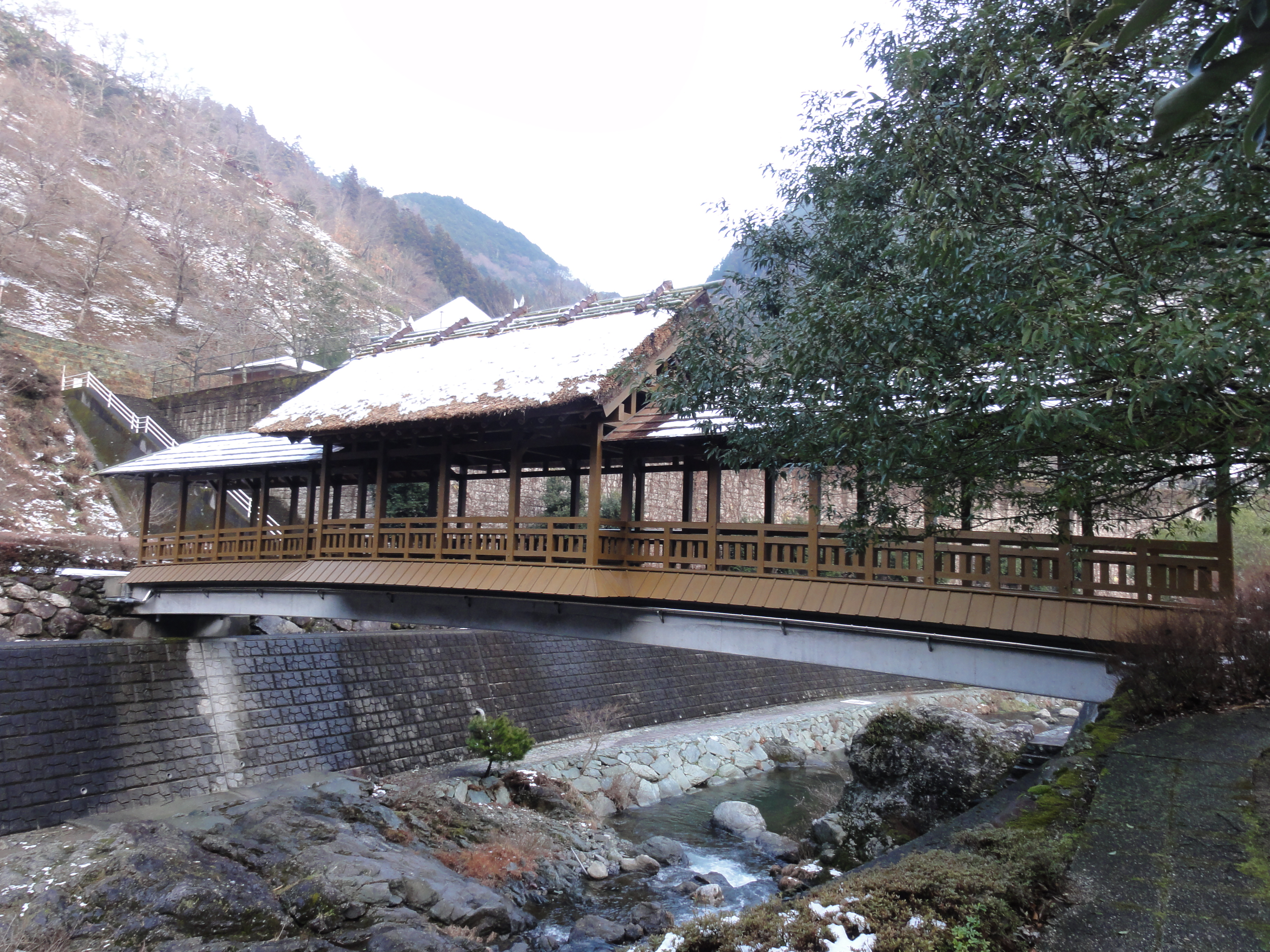
ふれあい橋
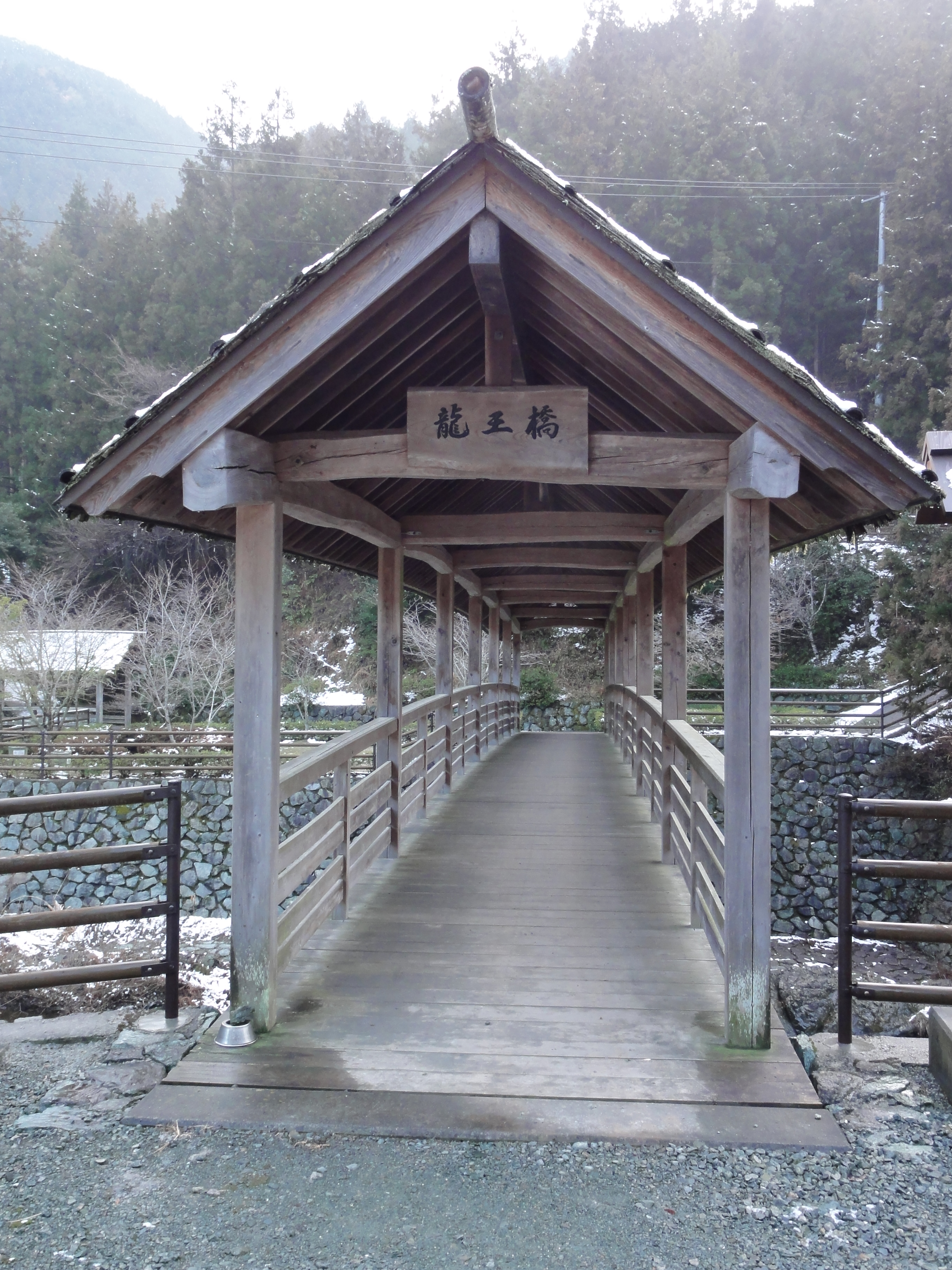
龍王橋

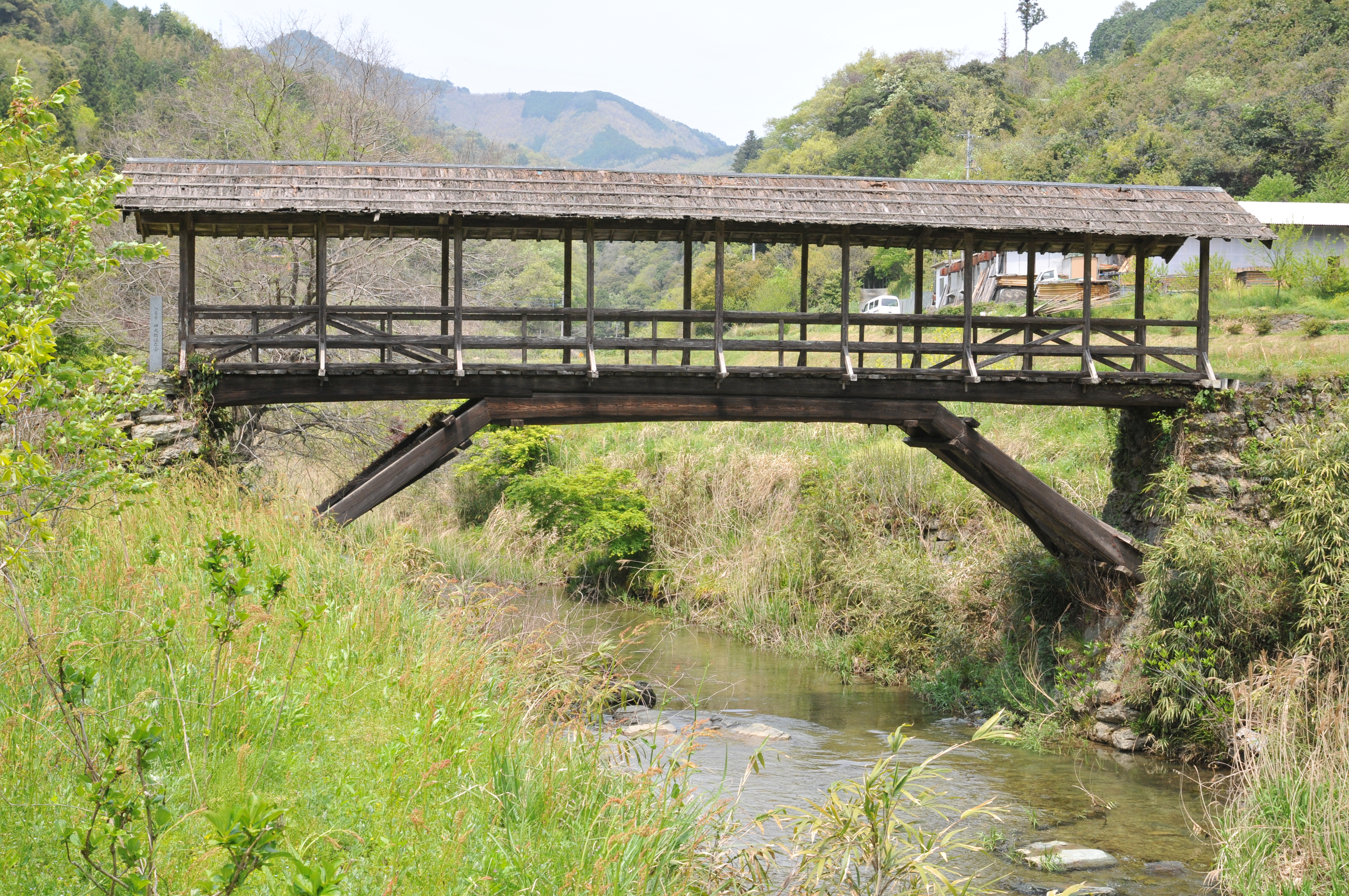
内子の田丸橋
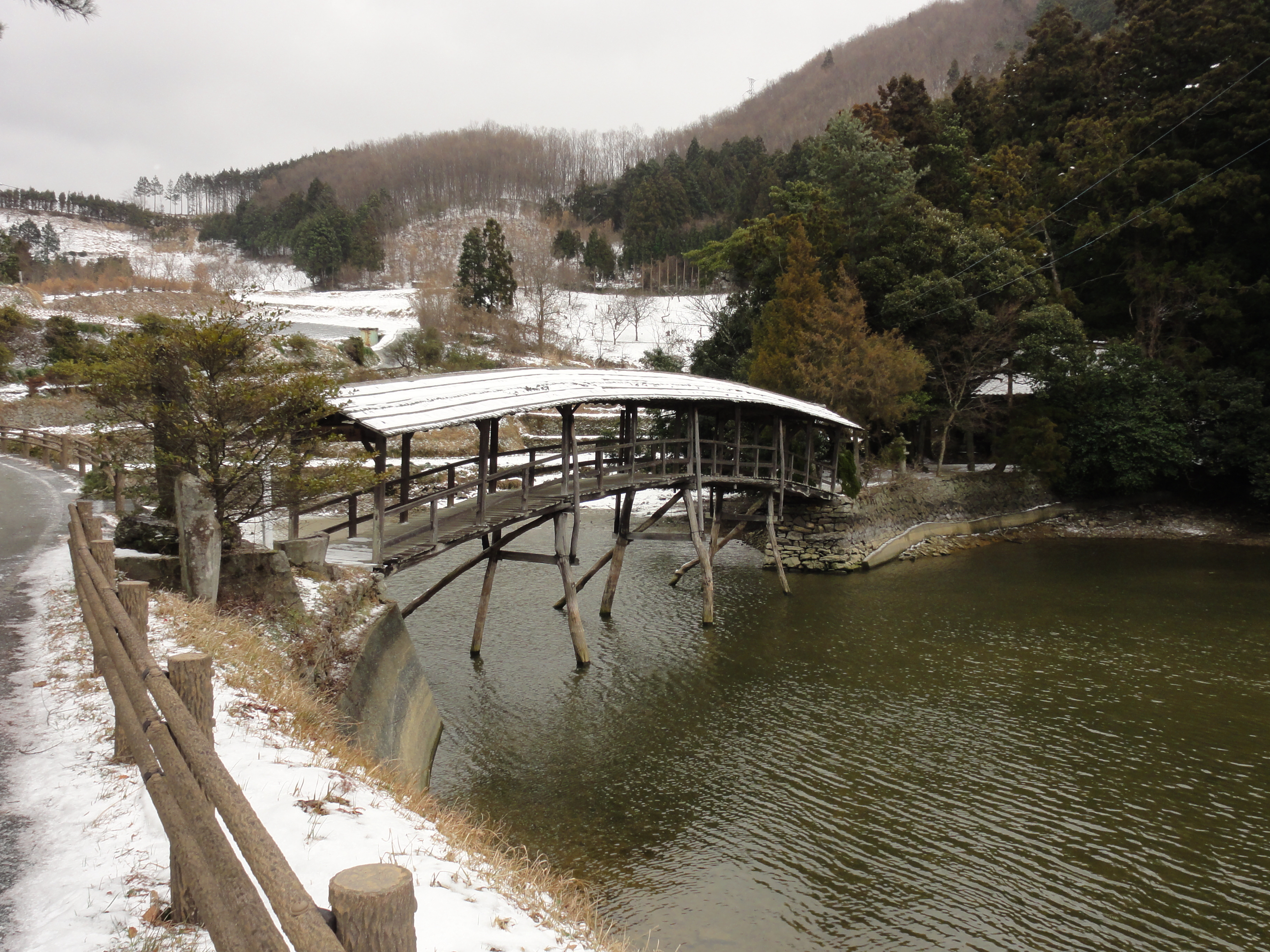
弓削神社の橋

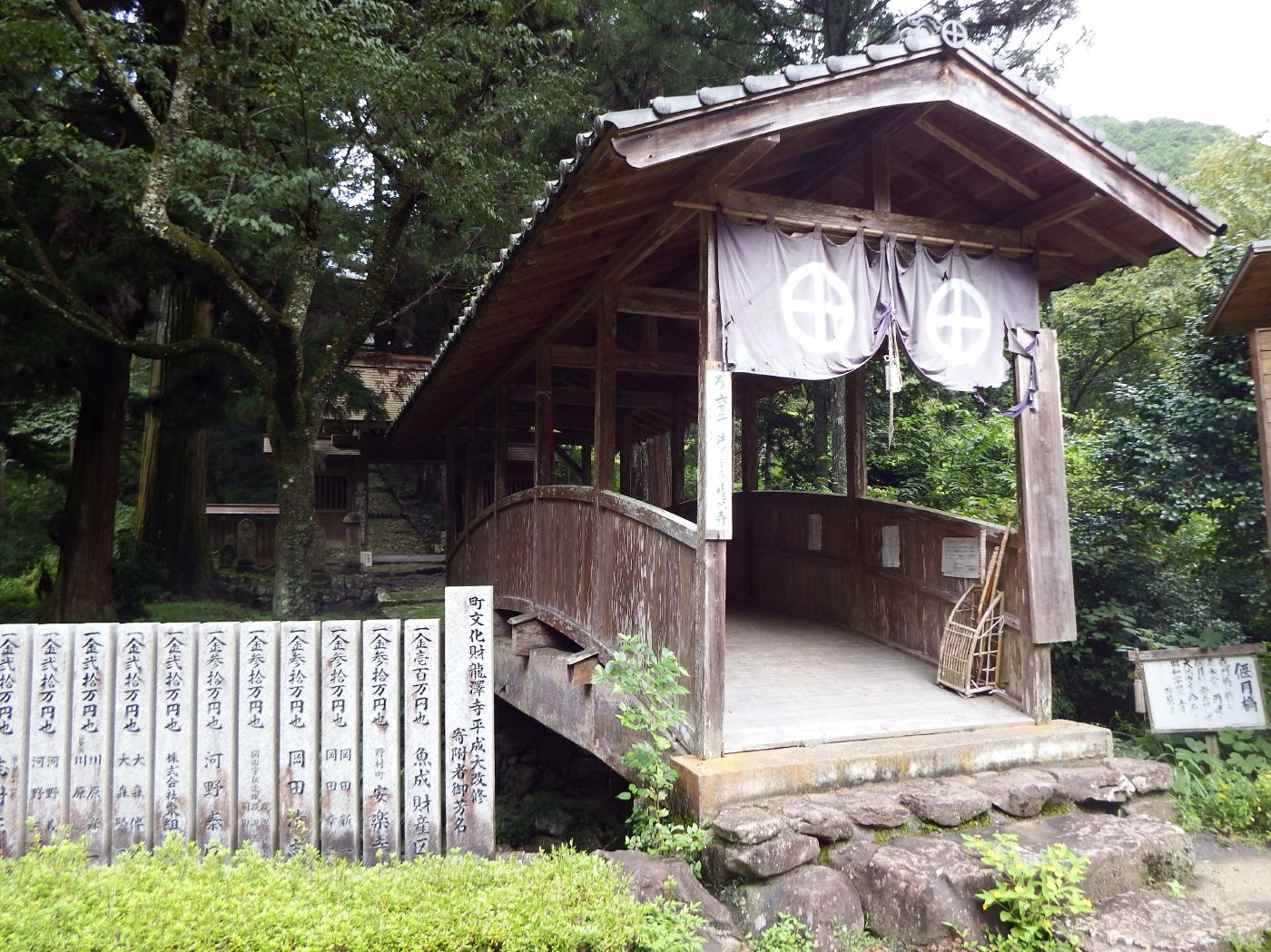
龍澤寺の偃月橋

愛媛県の南予地方のうち、喜多郡内子町、大洲市のうち旧喜多郡河辺村などには、木造の屋根付橋が現存している。小河川に架けられているもので、農道として使用されていた道につけられており、歩行者専用である。幅員は2メートル程度、長さも5-10メートル程度のものが多いが、なかには長いものもある。かつては、生活道路としてだけでなく、農作物の保管場所などとして使用していたものであるが、今日では、かつての農村風景をとどめる産業遺産の1つとして、多くは地域の人々の手により、管理・保存されている。なかには、復元されたものもある。
河辺（大洲市）
屋根付橋が8つ現存し、「浪漫八橋」としてPRされている。かつては、地元の関係者のみ知っているような存在であったが、小説『マディソン郡の橋』が発表されると、似たような外観をしていることから、密かなブームとなり、訪れる人も増えた。とはいえ、河辺は肱川の支流の1つの上流をさかのぼった奥地にあり、訪れるには十分時間をみておく必要がある。ほとんどは、県道に沿って流れる川に架かっており、目に入りやすいが、一部、場所がわかりづらいものもある。
1. 御幸の橋
1773年（安永2年）創建 1970年（昭和45年）愛媛県指定民俗文化財、日本百名橋
2. 三嶋橋
1923年（大正12年）
3. 豊年橋
1951年 （昭和26年）
4. 帯江橋
1952年（昭和27年）
5. 龍神橋
平成2年 三杯谷の滝開発事業時整備
6. ふれあい橋
平成4年 観光用に架設されたもの
7. 龍王橋
平成9年
8. 秋滝橋
平成9年

- 御幸の橋
- 三嶋橋
- 帯江橋
- ふれあい橋
- 龍王橋

内子町
喜多郡内子町の石畳地区へと向かう県道沿いにも屋根付橋が3つ現存する。田丸橋は昔の姿をのこしつつ、杉皮ぶきの屋根を持ち、長さ15メートルにも及ぶ。県道からよく見える場所にあり、町の文化財にも指定されている。同橋は1944年（昭和19年）の建造と伝えられ、2002年「土木学会選奨土木遺産」として認定され、橋のたもとに碑が設置されている。NHKスペシャルドラマ『坂の上の雲』のロケ地の1つともなった。
内子町（旧:内子町）にはかつて10を超える屋根付橋があったといわれるが、洪水による破壊・流失、利用が少なくなったことによる関心の低下などにより、次第に数は減り、今日では3橋のみ残っている。なお、この田丸橋は地域住民により保存会がつくられ、住民自身の手で復元されたものであり、大切に管理されている。
国道56号沿いの伊予市との境界近くにもやや大きめの橋がある。これは復元されたもの。
1. 田丸橋
1944年（昭和19年）泥橋を屋根付きとして改築 町指定の有形民俗文化財
2. 下宮橋
1994年（平成6年）築造
3. 弓削神社の橋
弓削神社にあり太鼓橋ともよばれる。神社創建は室町時代の応永3年（1396年） 町の名勝、日本百名橋

- 内子の田丸橋
- 弓削神社の橋

西予市
1. 偃月橋または竜門橋
1849年（嘉永2年）建造、新四国曼荼羅霊場51番の禹門山竜沢寺（龍澤寺）、参道にかかる橋
2. 合良橋
1990年（平成2年）改築

その他

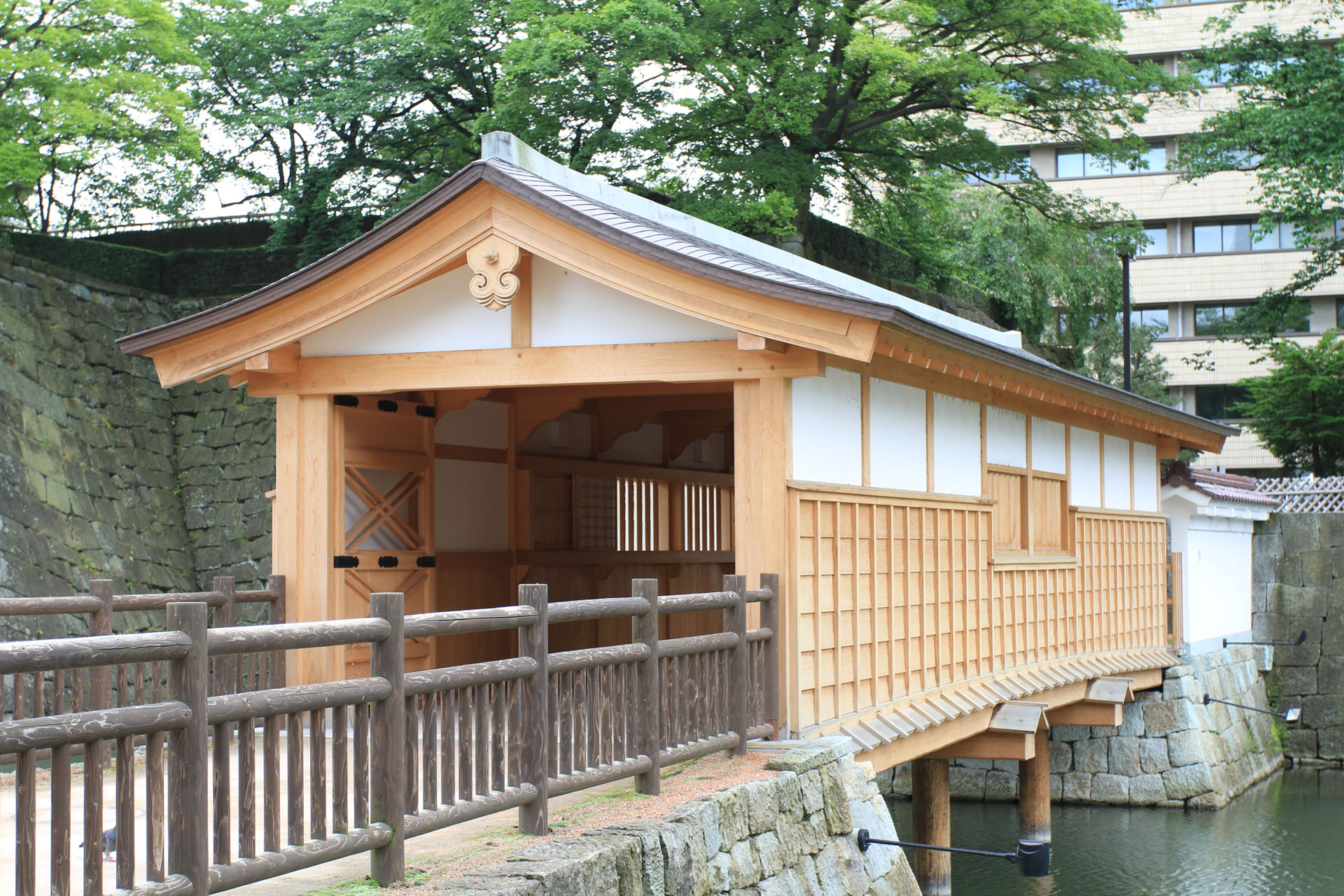
福井城御廊下橋
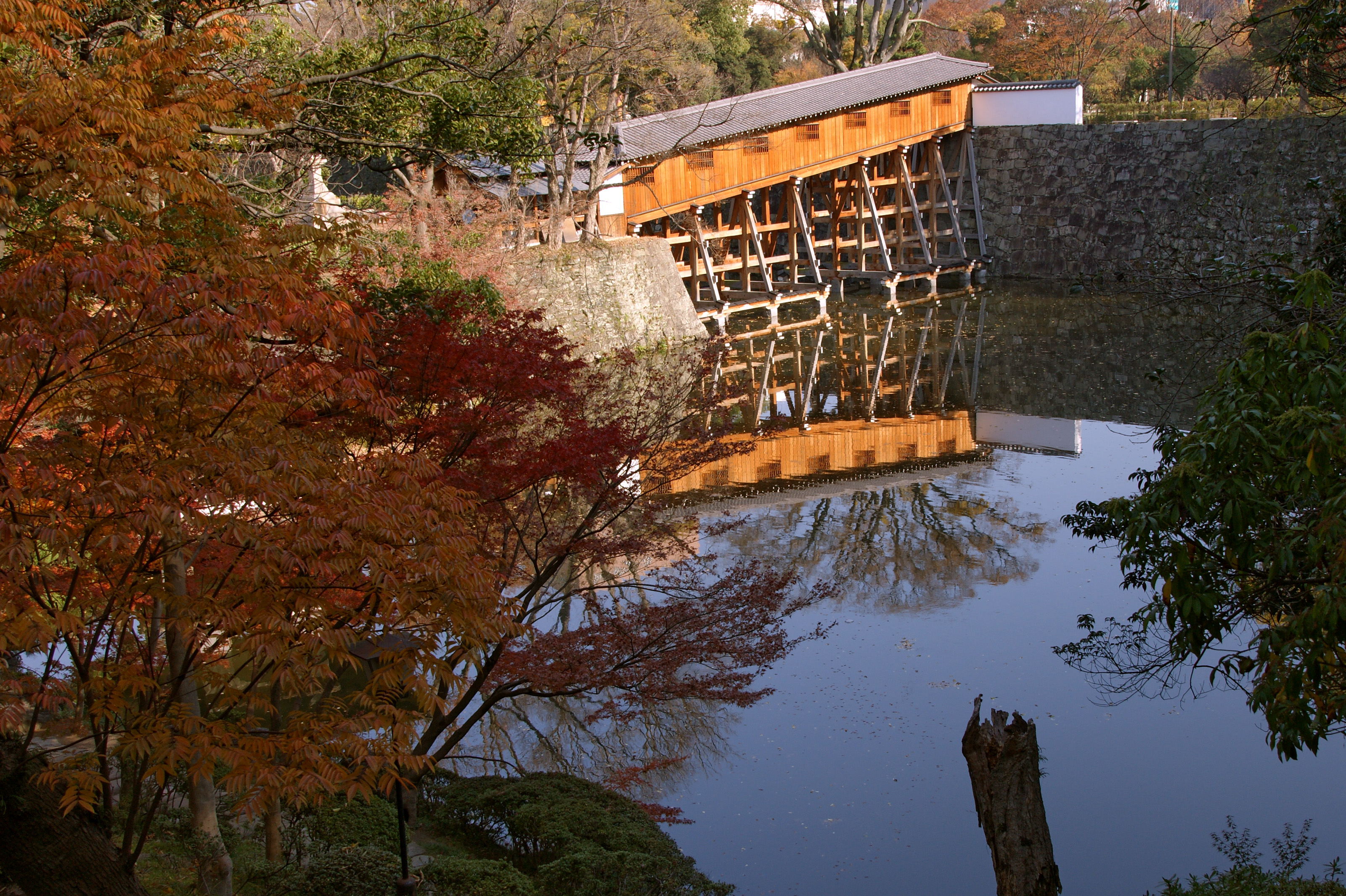
和歌山城西之丸庭園の御橋廊下
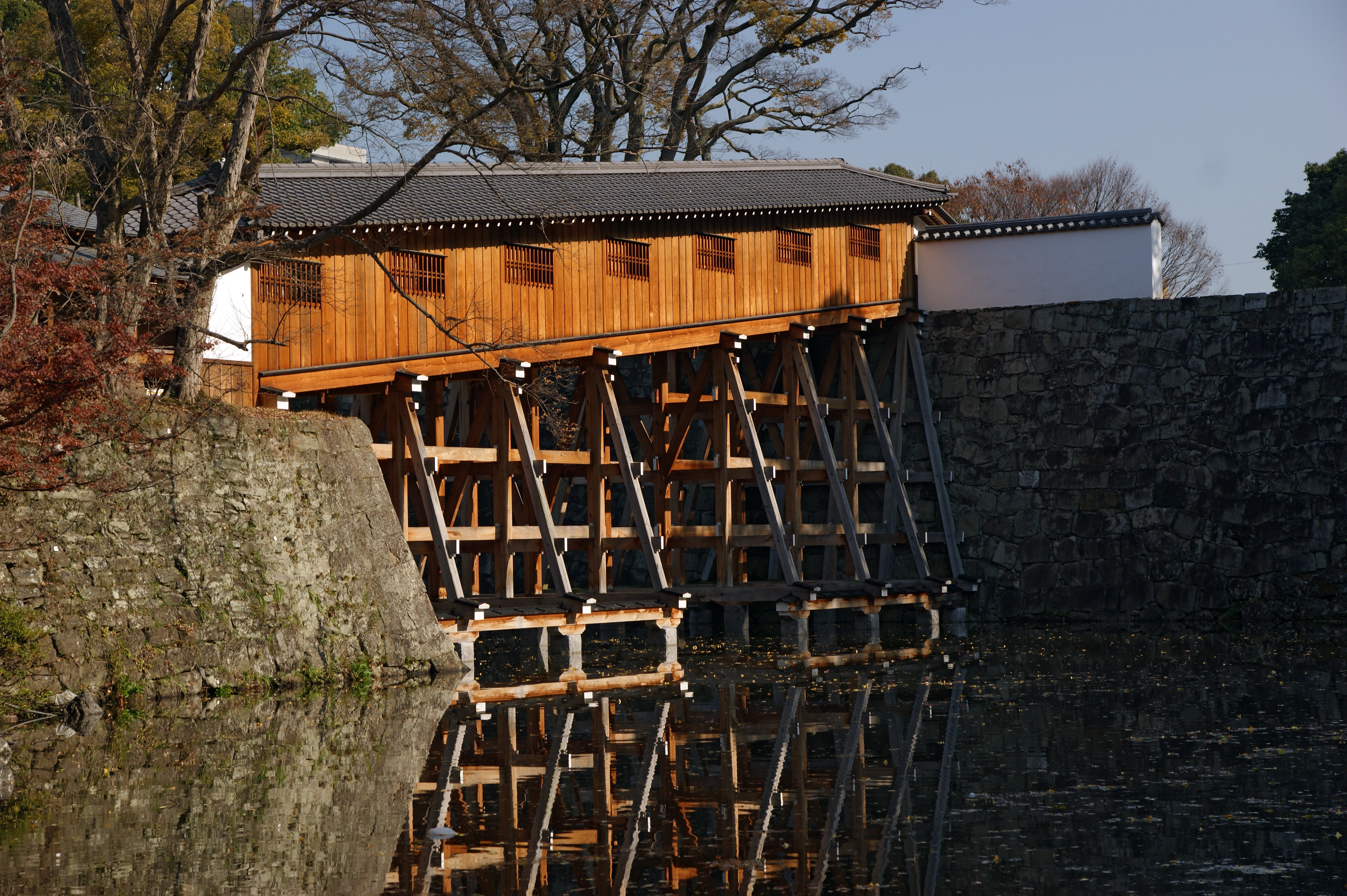
和歌山城の御橋廊下
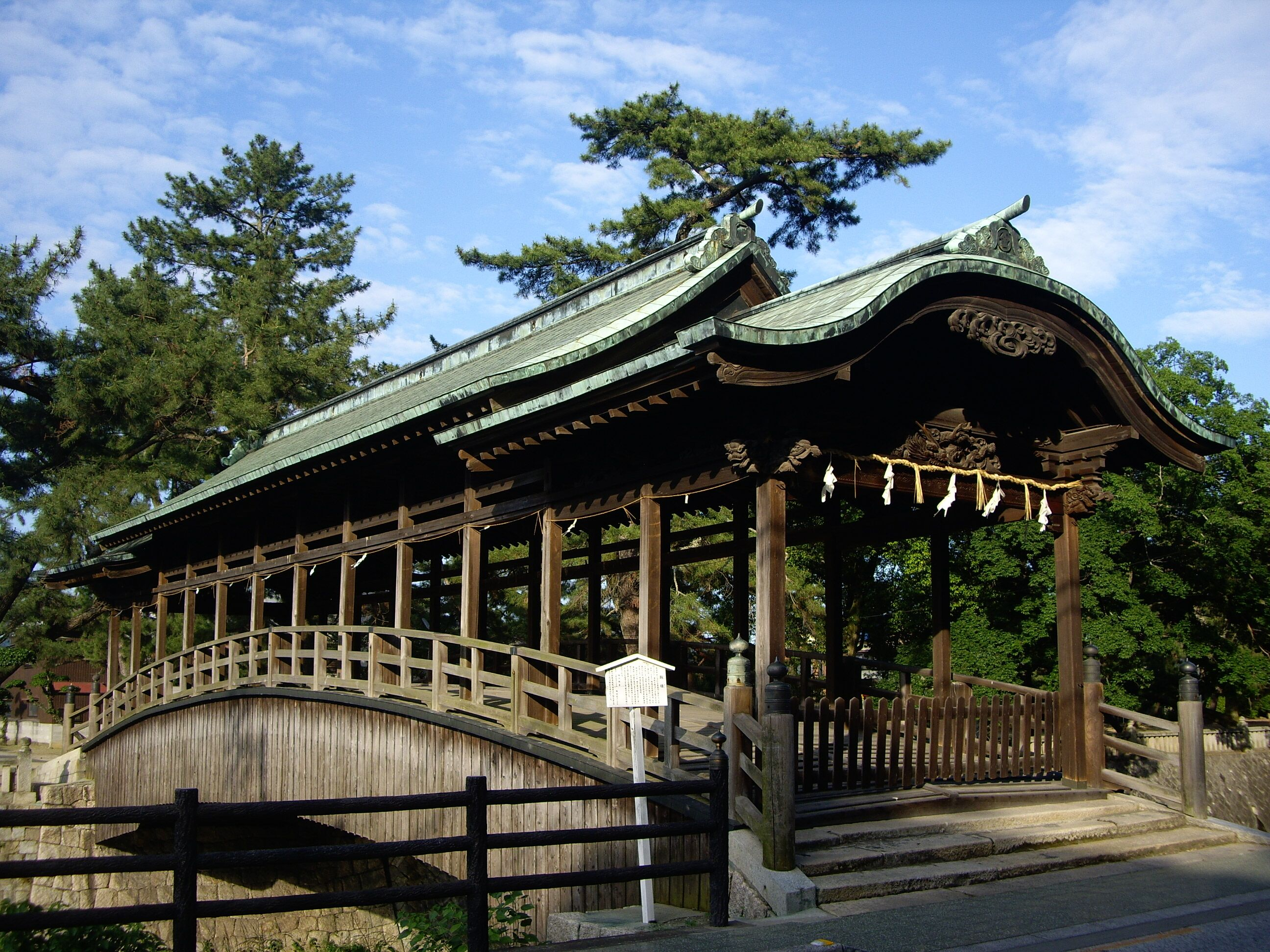
鞘橋、香川県仲多度郡琴平町
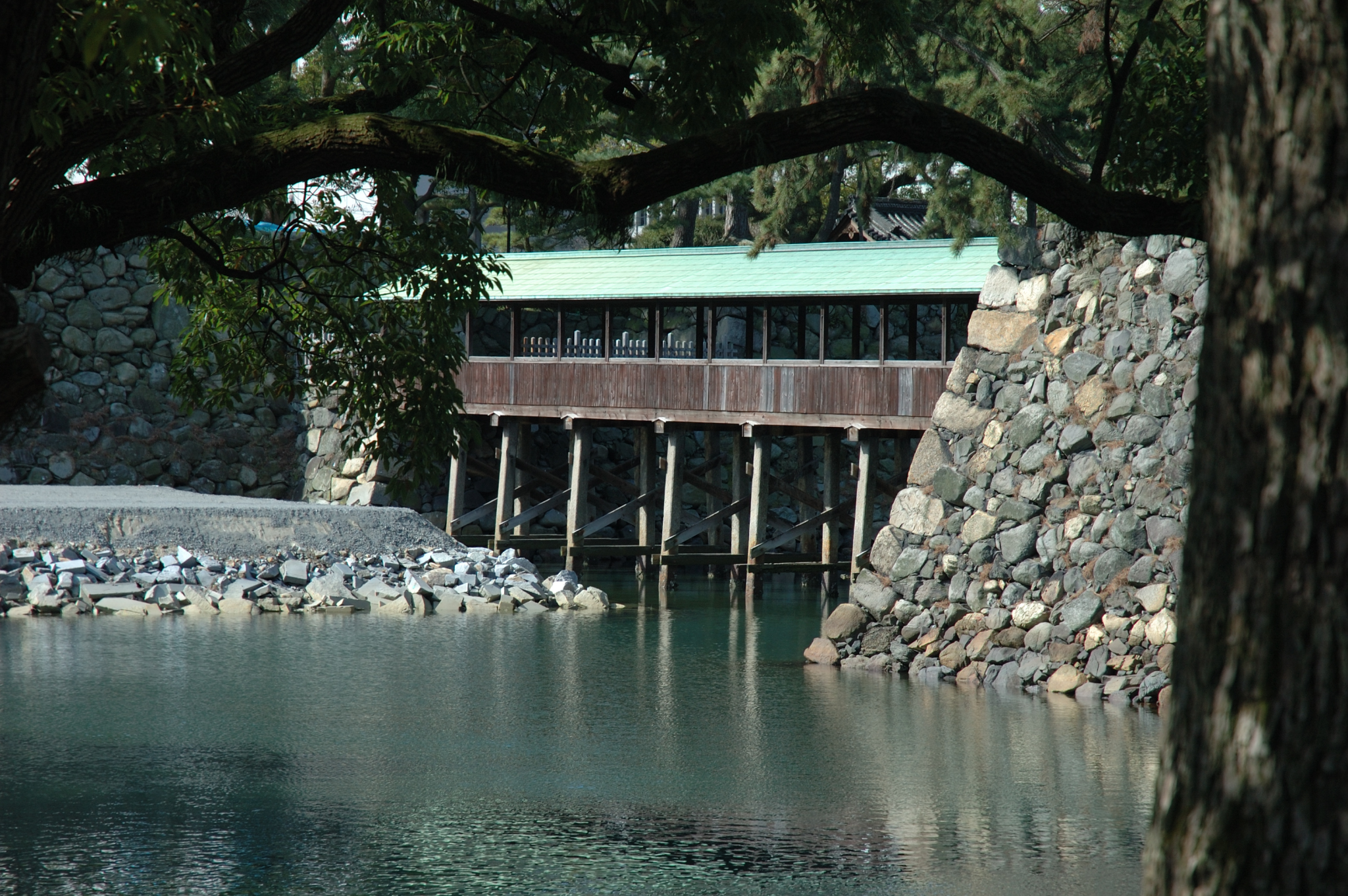
高松城 (讃岐国)の鞘橋
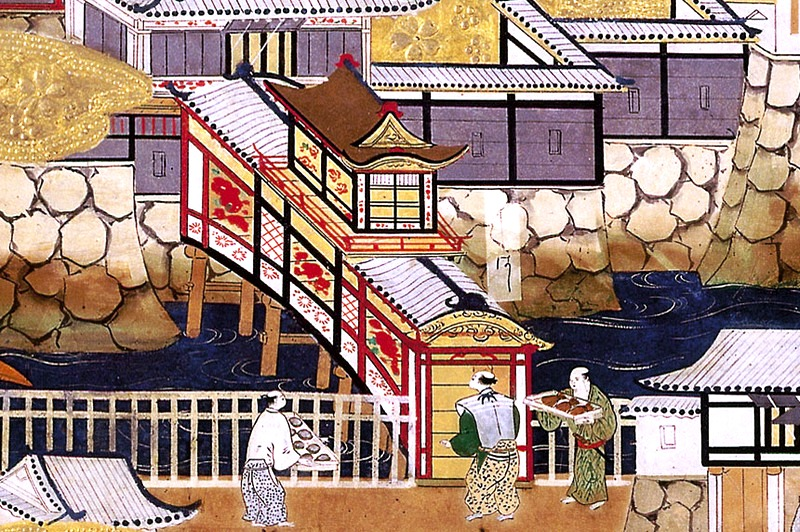
豊臣大坂城の極楽橋(豊臣期大坂図屏風)
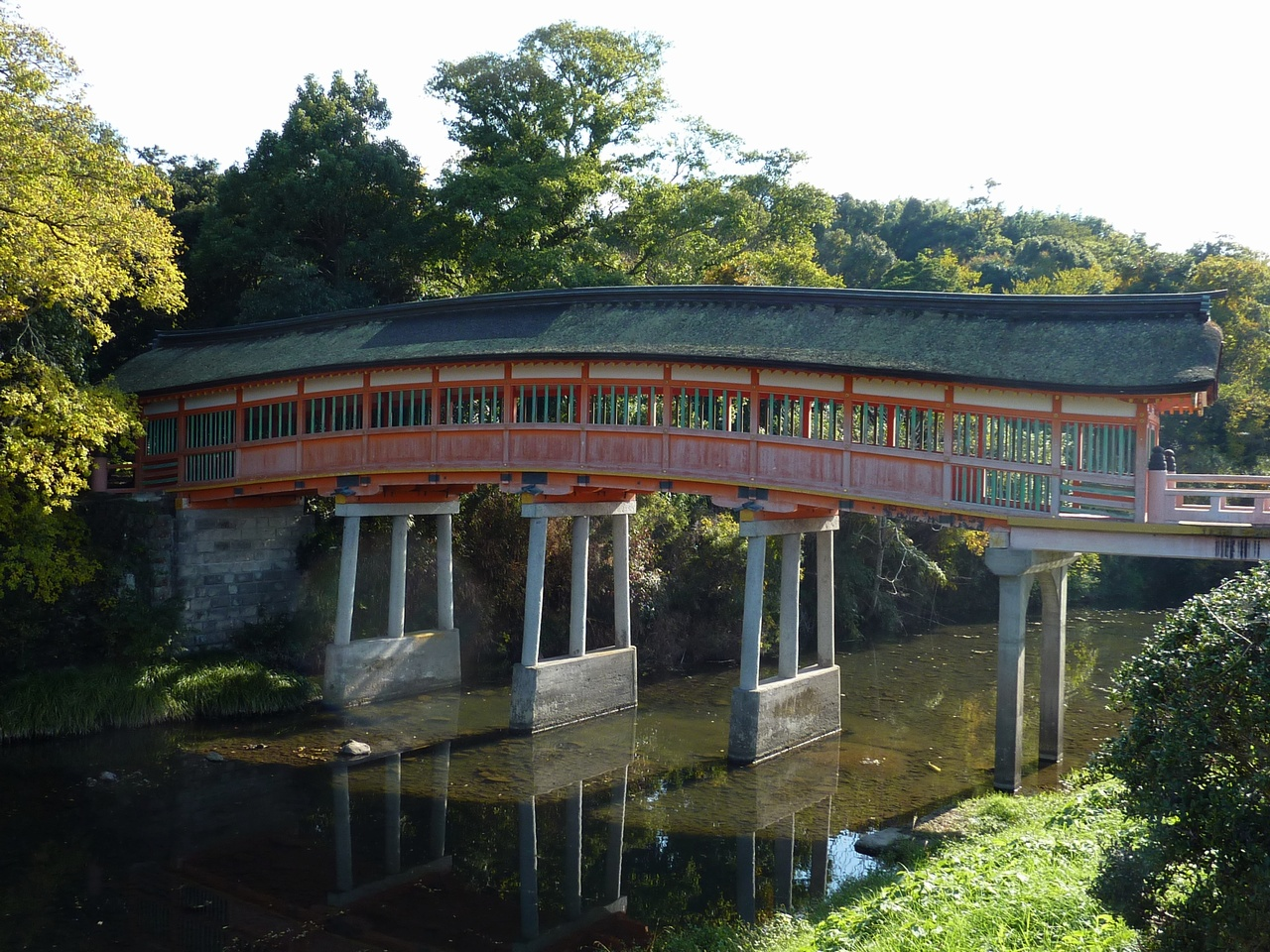
呉橋、宇佐神宮

### ヨーロッパ

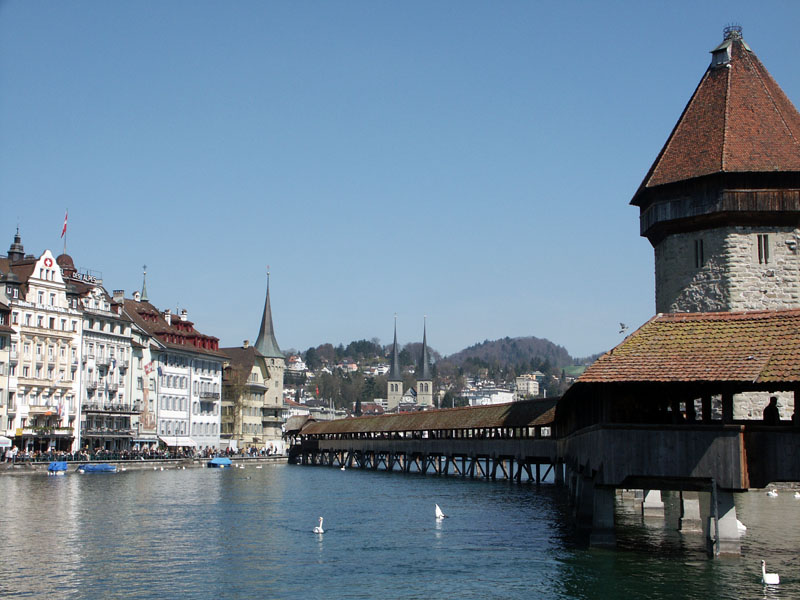
スイス・ルツェルンのカペル橋

- カペル橋 - スイス・ルツェルン： 1333年建造、全長204m。1993年の火災で焼失、現在は復元。
- ポクリティア・モスト（英語版） - ブルガリア、ロヴェチ州
- ヴェッキオ橋 - 「ヴァザーリの回廊」もあり、外からは屋根付橋に見える。
- ため息橋 - ヴェネツィアにある橋で囚人が最後の景色を見てため息をつくから。

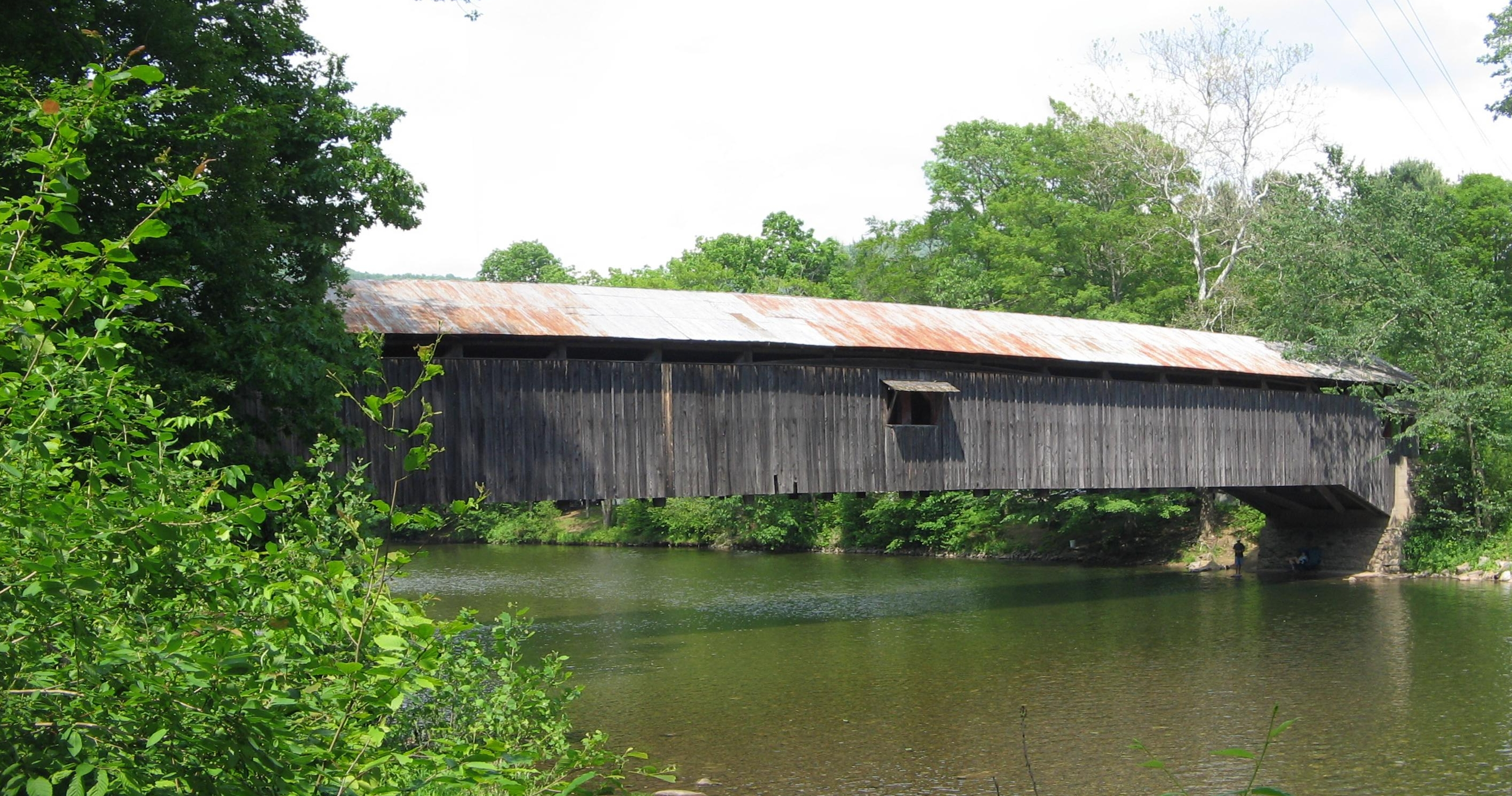
アメリカ合衆国・ペンシルベニア州のヒルズグローヴ・カヴァード・ブリッジ

### 北アメリカ
- ヒルズグローヴ・カヴァード・ブリッジ - アメリカ合衆国・ペンシルベニア州：アメリカ合衆国国家歴史登録財に指定されている
- ペンシルベニア・ダッチ・カントリー - アーミッシュの人々の多いところだが、屋根付橋が1万近くもあった
- エリザベストン市に存在する屋根付橋 - アメリカ合衆国テネシー州
- アイオワ州マディソン郡の屋根付橋の一覧 - 『マディソン郡の橋』のモデルとなったローズマン・ブリッジを含む
- ハートランド橋（英語版） - カナダ・ニューブランズウィック州のハートランド：全長391mで「世界最長の屋根付き橋」[3]とされる。カナダ国定史跡に指定されている。

## 参考書籍
- 出田肇 『日本の屋根付橋 四国 奥伊予』 （発行:地域環境研究所）
詳しい実測図などが付記されている